# Coleophora nurmahal
Coleophora nurmahal é uma espécie de mariposa do gênero Coleophora pertencente à família Coleophoridae.